# Lučice (gmina Prijepolje)
Lučice (cyr. Лучице) – wieś w Serbii, w okręgu zlatiborskim, w gminie Prijepolje. W 2011 roku liczyła 156 mieszkańców.